# Nguyễn Huân (trung tướng)
Nguyễn Huân (1926 – 2017) là một sĩ quan cấp cao trong Quân đội nhân dân Việt Nam, hàm Trung tướng, nguyên Chánh án Tòa án Quân sự Trung ương từ năm 1981 đến 1993.

## Tiểu sử
Nguyễn Huân sinh năm 1926; mất ngày 14 tháng 10 năm 2017; quê quán: Thôn Lũng Xuyên, Xã Yên Bắc, huyện Duy Tiên, Tỉnh Hà Nam. Ông tham gia cách mạng từ tháng 3-1945, nhập ngũ: tháng 8-1945 và được kết nạp vào Đảng tháng 6-1946; chính thức là tháng 8-1946
Từ tháng 3-1945 đến tháng 7-1945, đồng chí tham gia cách mạng, là Việt Minh tự vệ ở địa phương huyện Duy Tiên, tỉnh Hà Nam.
Từ tháng 8-1945 đến tháng 6-1946: Ủy viên quân sự trong Ủy ban Giải phóng huyện Duy Tiên, Trung đội trưởng bộ đội huyện Duy Tiên.
Từ tháng 7-1946 đến tháng 11-1948: Chính trị viên Đại đội, Trung đoàn 34-Liên khu 3.
Từ tháng 12-1948 đến tháng 9-1949: Trưởng tiểu ban Tuyên huấn, Trung đoàn 34.
Từ tháng 10-1949 đến tháng 10-1950: Phó chủ nhiệm Chính trị, Trung đoàn 42, Quân khu Tả Ngạn.
Từ tháng 11-1950 đến tháng 8-1951: Chính trị viên Tiểu đoàn 648, Trung đoàn 42.
Từ tháng 9-1951 đến tháng 1-1953: Phó chủ nhiệm Chính trị Trung đoàn 42.
Từ tháng 2-1953 đến tháng 3-1954: Phó chính ủy Trung đoàn 42.
Từ tháng 4-1954 đến tháng 7-1955: Phụ trách Chính ủy Trung đoàn 42.
Từ tháng 8-1955 đến tháng 8-1958: Chủ nhiệm Chính trị Sư đoàn 328.
Từ tháng 9-1958 đến tháng 7-1959: Trưởng ban Tuyên huấn, Quân khu Tả Ngạn.
Từ tháng 8-1959 đến tháng 7-1964: Chủ nhiệm Chính trị, Sư đoàn 320, Quân khu 3.
Từ tháng 8-1964 đến tháng 4-1965: Phó chính ủy, Sư đoàn 320, Quân khu 3.
Từ tháng 5-1965 tháng 12-1965: Phó chủ nhiệm Chính trị kiêm Trưởng phòng Tuyên huấn, Quân khu 3.
Từ tháng 1-1966 đến tháng 8-1970: Chính ủy Sư đoàn 320b, Quân khu Hữu Ngạn.
Từ tháng 9-1970 đến tháng 8-1972: Chủ nhiệm Chính trị Quân khu Hữu Ngạn kiêm Bí thư Đảng ủy Sư đoàn 320b.
Từ tháng 9-1972 đến tháng 5-1974: Chính ủy Sư đoàn 320b.
Từ tháng 6-1974 đến tháng 7-1978: Phó chính ủy Bộ tư lệnh Binh chủng công binh.
Từ tháng 8-1978 đến tháng 7-1981: Chính ủy Bộ tư lệnh Binh chủng công binh.
Từ tháng 8-1981 đến tháng 12-1993: Phó chánh án Tòa án Nhân dân Tối cao; Chánh án Tòa án Quân sự Trung ương.
Tháng 1-1994: ông nghỉ hưu.
Nguyễn Huân qua đời ngày 14/10/2017 tại Bệnh viện Trung ương Quân đội 108 Hà Nội.

## Lịch sử thụ phong quân hàm
| Quân hàm | Tập tin:Vietnam People's Army Colonel.jpg | Tập tin:Vietnam People's Army Senior Colonel.jpg | Tập tin:Vietnam People's Army Major General.jpg | Tập tin:Vietnam People's Army Lieutenant General.jpg |  |  |  |  |  |  |  |
| Cấp bậc  | Thượng tá                                 | Đại tá                                           | Thiếu tướng                                     | Trung tướng                                          |  |  |  |  |  |  |  |
|          |                                           |                                                  |                                                 |                                                      |  |  |  |  |  |  |  |

## Khen thưởng
- Huân chương Độc lập hạng Nhì.
- Huân chương Quân công hạng Nhất, Nhì.
- Huân chương Chiến công hạng Nhất, Nhì.
- Huân chương Chiến thắng hạng Nhì.
- Huân chương Chiến sĩ giải phóng hạng Nhì.
- Huân chương Chiến sĩ vẻ vang hạng Nhất, Nhì, Ba.
- Huân chương Kháng chiến chống Mỹ cứu nước hạng Nhất.
- Huy chương Quân kỳ Quyết thắng.
- Huy hiệu Chiến sĩ Bảo vệ Thành cổ Quảng Trị.
- Huy hiệu 70 năm tuổi Đảng
- Và nhiều phần thưởng cao quý khác.[1]

## Gia đình
Vợ: Bùi Thị Liêm (mất tháng 5/2017).
Con gái: Trung tá Nguyễn Thị Thu Hà.
Con trai: Đại tá Nguyễn Chương, Nguyễn Đăng Khôi, Đại tá Trịnh Ngọc Châu, Đại tá Nguyễn Mai.
Con rể: Đại tá Nguyễn Hữu Dũng.